# Else Boroffka-Niemeyer
Else Boroffka-Niemeyer (geb. Niemeyer; * 18. August 1890 in Potsdam; † 7. Januar 1976 in Berlin) war eine deutsche Fotografin.

## Leben und Werk
Else Boroffka war die Tochter des Altphilologen Prof. Max Niemeyer und seiner Ehefrau Martha, geb. Rehorst. Sie absolvierte in Potsdam das Lyzeum und von 1910 bis 1913 im Lette-Verein Berlin eine Ausbildung zur Fotografin. Danach arbeitete sie in einem Fotoatelier. 1913 eröffnete sie in der Wohnung ihrer verwitweten Mutter in der Potsdamer Eisenhartstraße 3 die Lichtbildwerkstätte Niemeyer. Ab 1917 hatte sie ihr Atelier in einer angemieteten Wohnung in der Spandauer Straße (heute Friedrich-Ebert-Straße) 2a. Das Haus wurde 1945 durch Bomben zerstört.
Else Boroffka spezialisierte sich auf Porträtfotografie. Nachdem sie 1919 Franz Paul Boroffka (1891–1935) geheiratet hatte, führte sie ihr Unternehmen unter dem Namen Boroffka-Niemeyer. Zu ihren Kunden gehörten auch bedeutende Persönlichkeiten, so um 1920 Wilhelm Kempff.
Von 1925 bis zur Selbstauflösung 1933 waren sie und ihr Mann Mitglieder der Künstlergilde Potsdam. Zu ihrem Freundeskreis gehörten u. a. Künstler wie Heinrich Basedow der Ältere, Walter Bullert, der stramm nationalsozialistisch ausgerichtete Maler Ernst Ludwig Kretschmann (1897–1941), der Bildhauer Ernst Richard Otto (1879–1953), der Drucker Eduard Stichnote (1868–1937) und Magnus Zeller.
Da das Potsdamer Geschäft nicht ausreichend trug, eröffnete Else Boroffka-Niemeyer mit ihrem Mann 1925, zunächst in gemieteten Räumen und ab 1928 im kleinen eigenen Haus, dem Photohaus Boroffka, ein Saisongeschäft in Ahrenshoop, wo sie sich 1915 zum ersten Male aufgehalten hatte. Sie wurde zur Fotochronistin des Ortes.
Als sie am Morgen des 14. April 1945 aus Potsdam nach Ahrenshoop fuhr, entging sie durch diesen Zufall dem schweren Luftangriff auf Potsdam. 1946 kam sie nach Potsdam zurück. 1958 gab sie ihr Fotoatelier in Ahrenshoop auf, und 1962 beendete sie auch ihr fotografisches Gewerbe in Potsdam. 1964 zog sie zu ihrem Sohn nach West-Berlin.
Fotografien Else Boroffka-Niemeyers befinden sich u. a. im Potsdam Museum.
Else Boroffka-Niemeyer hatte drei Söhne: den späteren Psychiater Alexander Boroffka (1920–2014), Olaf Boroffka (1922–1942) und Peter Boroffka.
Das Grab Else Boroffka-Niemeyers befindet sich auf dem Bornstedter Friedhof.

## Rezeption
„Die Ästhetik der fotografischen Arbeiten Boroffka-Niemeyers, insbesondere ihrer Porträtfotografien, ist geprägt durch eine weiche, dem natürlichen Licht annähernde Ausleuchtung. Die Posen sind gelegentlich mit einem gewissen Pathos versehen, der an die Gemütstiefe von Gemälden des deutschen Jugendstils erinnert. Diese Anmutung wird noch verstärkt durch die Anwendung von Edeldruckverfahren, beispielsweise Bromöl- und Gummidruck. Damit erfüllt Boroffka-Niemeyer wesentliche Kriterien des Piktorialismus – dem ersten Bestreben um die 20. Jahrhundertwende, die Fotografie als Kunstform zu etablieren.“

## Postume Ausstellung mit Bildern Else Boroffka-Niemeyers
- 2007: Potsdam, Potsdam Museum („Auslöser Potsdam. Photographen und ihre Bilder von 1850 bis heute“)